# El túnel (novela)
El túnel es una novela corta de Ernesto Sabato publicada en 1948. Juan Pablo Castel, personaje principal y narrador, cuenta desde la cárcel los motivos que lo llevaron a asesinar a su amante María Iribarne.

## Trama por capítulos

### Capítulo 1 y 2
“Bastará decir que soy Juan Pablo Castel, el pintor que mató a María Iribarne Hunter; supongo que el proceso está en el recuerdo de todos y que no se necesitan mayores explicaciones sobre mi persona”.

### Capítulo 3 a 5
En el salón Primavera en 1946, Castel presentó un cuadro llamado Maternidad. A la exposición acudieron críticos de arte y observadores ocasionales. Una mujer se acercó al cuadro para verlo detenidamente y posó su mirada en una escena, una joven mirando al mar desde una ventana. La mujer que observaba el cuadro era María Iribarne, sólo ella pudo percatarse de la soledad representada en la ventana pintada del cuadro.
Castel se enamoró de María por ese pequeño gesto, un amor que con el tiempo se fue convirtiendo en obsesión a tal grado que pronto comenzó a buscarla por toda la ciudad. “Durante los meses que siguieron, sólo pensé en ella, en la posibilidad de volver a verla”. (cap. 3) Incluso llega a fantasear con su encuentro y lo que le dirá.

### Capítulo 6 a 8
Castel se encuentra con María y le pregunta su opinión acerca del cuadro. Al comienzo ella se sonroja y parece como si no entendiera de qué le habla, la situación se torna incómoda: “La muchacha estaba próxima al llanto. Pensé que el mundo se me venía abajo, sin que yo atinara a nada tranquilo o eficaz” (cap. 6) . Ante tal circunstancia decide marcharse. No obstante; María lo sigue para disculparse por su comportamiento y decirle que recuerda constantemente la escena de la ventana en el cuadro, después de esto huye.

### Capítulo 9 a 15
Tras una constante búsqueda para reencontrarse con María, consigue verla. La toma del brazo y se la lleva a la plaza San Martín sin que ella oponga resistencia con el propósito de preguntarle el motivo de su huida. Ella responde que no lo sabe. “—Prométame que no se irá nunca más. La necesito, la necesito mucho —le dije” (cap. 9). Él es un personaje fuerte, con características violentas, mientras que ella es dispersa y apática.
En la noche decide llamarla por teléfono, pero termina decepcionado por la decisión, ya que María le cuelga argumentando que en ese momento no puede hablar. Al día siguiente, agitado por la llamada, decide hablarle de nuevo pero lo atiende una mujer que le dice que su amada se ha ido al campo pero le ha dejado una carta. Decide ir a casa de María por la carta. Le abre la puerta un hombre ciego que dice ser esposo de su amada: “—No me llamo Iribarne y no me diga señor. Soy Allende, marido de María” (cap. 12). Le entregó la carta que abrió presuroso, en ella se podía leer: “Yo también pienso en usted. MARÍA” (cap. 12). Finalmente, le cuenta que su esposa se encuentra en una estancia con Hunter, su primo (de Allende). 

### Capítulo 17 a 20
Durante más de un mes Juan Pablo atormenta a María con preguntas de su vida privada y con celos por la presencia de Hunter. La recrimina constantemente por sus actos.
—Dejemos de lado las consideraciones de formas: me interesa el fondo. El fondo es que sos capaz de engañar a tu marido durante años, no sólo acerca de tus sentimientos sino también de tus sensaciones. La conclusión podría inferirla un aprendiz: ¿por qué no has de engañarme a mí también? Ahora Comprenderás por qué muchas veces te he indagado la veracidad de tus sensaciones. Siempre recuerdo cómo el padre de Desdémona advirtió a Otelo que una mujer que había engañado al padre podía engañar a otro hombre. Y a mí nada me ha podido sacar de la cabeza este hecho: el que has estado engañando constantemente a Allende, durante años.
Por un instante, sentí el deseo de llevar la crueldad hasta el máximo y agregué, aunque me daba cuenta de su vulgaridad y torpeza:
–Engañando a un ciego.

### Capítulo 21 a 25
—Debido a las discusiones Castel comienza a beber. Una noche sueña que un hombre lo convierte en pájaro. A pesar de verse transformado nadie se da cuenta excepto él. Despierta asustado y llama a casa de María para pedirle perdón pero al enterarse de que se encuentra en la estancia le manda una carta. Ella le responde con una invitación a que vaya a visitarla. Cuando llega a la estación “Castel” es recogido por un chofer que le informa de la indisposición de María para recogerlo. En la estancia Hunter y su prima Mimí lo reciben y comienzan a interrogarlo sobre su pintura.

### Capítulo 26 a 28
María sale de su habitación y se va a la playa con él con el pretexto de ver algunos de sus dibujos. Frente al mar ella le comenta que se encontraba muy conmovida por la ventana en el cuadro que pintó Castel y como deseaba conocerlo porque sentía que ambos eran parecidos, los dos buscaban a alguien para no estar solos.
—A veces me parece como si esta escena la hubiéramos vivido siempre juntos. Cuando vi aquella mujer solitaria de tu ventana, sentí que eras como yo y que también buscabas ciegamente a alguien, una especie de interlocutor mudo. Desde aquel día pensé constantemente en vos, te soñé muchas veces acá, en este mismo lugar donde he pasado tantas horas de mi vida (cap. 27).
Al regresar a la estancia Hunter que parece celoso comienza una discusión con María. Castel creyó que se debe a que hay una relación entre ellos por lo que decide marcharse a su habitación y por la mañana irse de la casa.

### Capítulo 29 a 33
Castel decepcionado por lo que pasó se va a los bares a beber, pelear y maltratar mujeres. Le envía una carta a María en donde le explica su huida de la estancia y le reclama que engaña a Allende, su esposo, y a él con Hunter. Al poco rato de enviar la carta se arrepiente e intenta recuperarla pero no lo logra ya que los empleados se lo impiden porque no conservó el recibo. Molesto por la situación decide llamarle a María para exigirle que vuelva a Buenos Aires, la amenaza con suicidarse si no viene. Ante la amenaza ella decide aceptar la cita.
Castel visita a Lartigue, un amigo cercano a Hunter, para preguntarle sobre la relación de Hunter y María. Lartigue niega esa relación un poco nervioso lo cual hace que sólo se levanten más las sospechas de Castel. Posteriormente, llama María para citarla al día siguiente a las cinco.

### Capítulo 34 a 39
María no acude a la cita. Castel la llama a su casa sólo para enterarse de que regresó temprano a la estancia. Enojado le pide un coche a un amigo diciéndole que su padre está enfermo y le urge viajar. Inmediatamente se dirige a la estancia. Una vez ahí, como si fuera una pesadilla, trepa hasta la parte alta por la reja de la ventana. Camina por la terraza hasta la galería interior y busca la alcoba de María. Empuña el cuchillo y entra en la habitación, María aterrada le pregunta qué hace y Castel responde: “—Tengo que matarte, María. Me has dejado solo” (cap. 38). Luego clavó el cuchillo varias veces en el pecho y vientre de María.
—A las 4 de la mañana llegó a Buenos Aires, agitado, visitó a Allende para informarle que María los engañaba a ambos con Hunter pero ya no lo haría más. Allende se asusta y le grita “Insensato”. Después corre a la comisaría y se entrega por su crimen, Allende se suicida después de eso, Castel se queda en la cárcel pensando en su crimen: “Sólo existió un ser que entendía mi pintura. Mientras tanto, estos cuadros deben de confirmarlos cada vez más en su estúpido punto de vista. Y los muros de este infierno serán, así, cada día más herméticos”(cap. 39). Fin

## Personajes

### Principales
Juan Pablo Castel. El Narrador y protagonista de la historia. Se obsesiona con María Iribarne al creer que es la única que lo entiende; trata de poseerla por completo, pero al no poder hacerlo se ve cegado por los celos y la mata. El personaje es una persona tímida, violenta, celosa, humilde y curiosa.
María Iribarne. A pesar de que siente afecto por Juan Pablo nunca se entrega a él completamente. Se encuentra casada con Allende. Juan Pablo sospecha que es amante de su primo Hunter. María es una persona tímida, que en ocasiones teme por su integridad por la agresividad y violencia con que la trata Castel.

#### Secundarios
Allende. Es el esposo de María Iribarne. Está ciego. Conoce a Castel cuando éste visita su casa para buscar la carta que le dejó María en su primera visita a la estancia. Castel lo busca luego de asesinar a María para contarle su crimen. Ante esto el le grita “insensato” (cap. 38). Lo último que se sabe de él es su suicidio.
Hunter. Primo de Allende. Juan Pablo Castel sospecha que Hunter es amante de María. 

#### Terciarios
Mimí. Prima de Hunter.
Lartigue. Amigo de Hunter.
Mapelli. Amigo de Castel.
Dr. Prato. Amigo de Castel.
Richard. Amante de María que se suicidó.

### Aceptación de la crítica
Las primeras críticas de la obra se encontraban divididas en dos vertientes: por un lado, se encuentran aquellos que hacen un análisis psicológico del personaje principal, por el otro los que hacen un análisis filosófico basado en los postulados del existencialismo de Jean-Paul Sartre. Todos coinciden en que el personaje principal Juan Pablo Castel es esquizofrénico. En los últimos años ha surgido otra corriente cuyas producciones se pueden encontrar en tesis principalmente y que se dedica a ver los aspectos estructurales de la obra.
Agustín F. Seguí es el más representativo de la primera corriente. En su artículo “Los cuatro sueños en El túnel de Ernesto Sábato” menciona:
En un trabajo reciente creo haber demostrado que las novelas de Sábato no pueden interpretarse satisfactoriamente recurriendo sólo a las perspectivas existencialistas: muchos asuntos de peso no se entienden cabalmente mientras no se toma en consideración la densa temática de lo psicopatológico, sobre todo en relación con los protagonistas masculinos.
En este artículo analiza los sueños de Castel mediante los postulados de Freud. El punto central es tratar de descubrir si se encuentra frente a un personaje esquizofrénico o solamente paranoico.
Ana Paula Ferreira retoma para su análisis los postulados de Lacan. Su interpretación es que Juan Pablo encuentra en María la satisfacción a su complejo de Edipo; además él se proyecta en María lo cual lo lleva a desear poseerla como un objeto y obligarla a que realice determinadas acciones que van de acorde con sus propios pensamientos. Las etapas de desarrollo propuestas por Lacan son sufridas por el personaje principal a lo largo de la narración.
En cuanto a la segunda corriente Norberto M. Kasner mira la novela desde el concepto de la soledad:
Los personajes de ambas novelas participan de una intensa búsqueda de una respuesta al enigma existencial, tratando de disipar al mismo tiempo la soledad emocional en que se encuentra. Castel, el protagonista de El Túnel trata vehemente de crear lazos afectivos con María, la única persona que parece comprender su arte. Es aceptado por los críticos y por la sociedad en general; sin embargo, interiormente se siente solo y alienta la esperanza de que algún día vendrá a una su vida con la suya, dándole así posibilidades de ser feliz.
En cuanto a esta vertiente se puede decir que tiene menos seguidores, incluso hay algunos críticos que optan por aceptar la lectura canónica de Castel como un esquizofrénico, pero sin prestarle gran importancia o discutirlo para pasar a otros temas como la soledad.
Finalmente, existen estudios aislados sobre otros aspectos de la novela, principalmente en su estructura, el tiempo y los discursos que aparecen.

## Adaptaciones cinematográficas
- El túnel. Director: León Klimovsky. Adaptación de Ernesto Sábato. Intérpretes: Margarita Burke, Alfredo Distasio, Juan Ehlert y Enrique Fava.
- El túnel (película para televisión). Director: José Luis Cuerda. Intérpretes: Gerardo Malla, Mónica Randall, Fernando Hilbeck, Eva León, Fernando Méndez-Leite y George Rigaud.
- El túnel. Guion: Carlos A. Cornejo y Antonio Drove. Dirección: Antonio Drove. Intérpretes: Jane Seymour, Peter Weller, Manuel de Blas, Fernando Rey, Marga Herrera y Yelena Samarina.